# Visioenen uit het hiernamaals
Jheronimus Bosch, 1500-1504 (?)
Olieverf op paneel
elk paneel 86,5 × 39,5
De vier panelen met Visioenen uit het hiernamaals zijn vermoedelijk afkomstig uit een drieluik met als onderwerp het Laatste Oordeel. Ze bevinden zich tegenwoordig in de Gallerie dell'Accademia in Venetië en worden toegeschreven aan de Nederlandse schilder Jheronimus Bosch.

## Voorstelling
De panelen stellen voor: het Aardse Paradijs, de opstijging naar het hemels paradijs, de val der verdoemden en de hel. Het voorkomen van zowel uitverkorenen als gedoemden doet vermoeden dat op het verloren gegane middenpaneel een Laatste Oordeel gestaan heeft. Het idee van het bestaan van een aard paradijs en een hemels paradijs was in Bosch' tijd heel normaal. Het aards paradijs wordt hier voorgesteld als de Tuin van Eden, te herkennen aan de paradijs- of levensbron. Van het hemelse paradijs is alleen de ingang afgebeeld. Op het linkerpaneel van het Brugse Laatste Oordeel-drieluik is de ingang van het hemels paradijs voorgesteld als een cirkel van vuur. Hier is deze voorgesteld is als een tunnel van licht. Deze tunnel bestaat uit zeven segmenten, die verwijzen naar de zeven planeetsferen tussen aarde en empyreum. Deze sferen komen meer voor in de 15e eeuw, maar nooit als tunnel. Op het hellevaart-paneel worden verdoemden door demonen een peilloze diepte in geduwd, terwijl op het laatste paneel, dat de hel voorstelt, een man een wanhopig gebaar maakt, terwijl hij lastig wordt gevallen door een groene kwelduivel.

## Datering en toeschrijving
Dendrochronologisch onderzoek heeft aangetoond dat de panelen omstreeks 1490 of later ontstaan zijn. Volgens Bosch-kenner Bernard Vermet behoren ze tot de kern van het oeuvre van Jheronimus Bosch, zoals dat nu bekend is.

## Herkomst

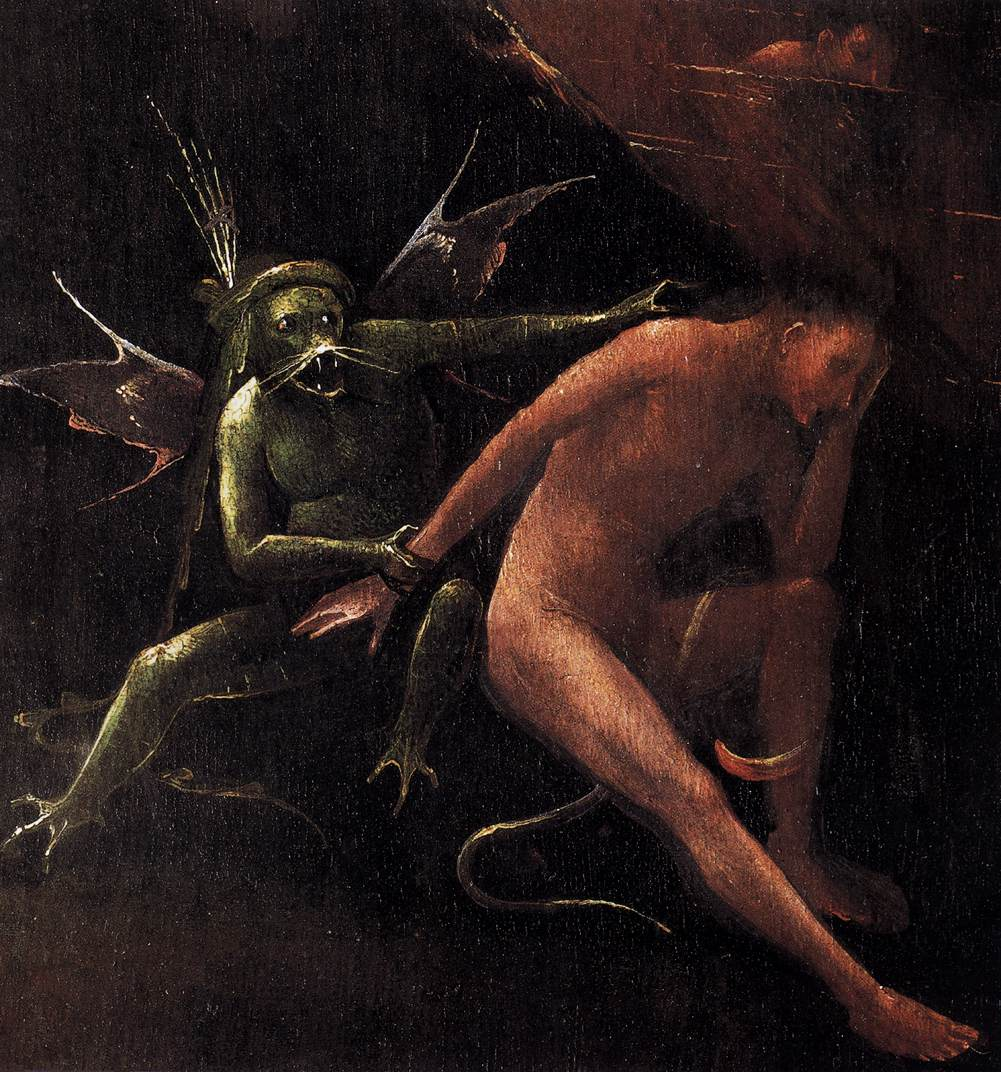
De hel [detail

De panelen werden in 1523 door kardinaal Domenico Grimani aan de Republiek Venetië geschonken, waarna ze lange tijd hebben gehangen in de Sala dei Tre Capi (zaal van de drie hoofden) van de Raad van Tien in het Dogepaleis. Tegenwoordig bevinden ze zich, naast andere werken van Bosch in de Sala del Magistrato dei Conservatori alle leggi, eveneens in het Dogepaleis.

## Tentoonstellingen
De Visioenen uit het hiernamaals zijn op de volgende tentoonstellingen te zien geweest:
- Middeleeuwse Kunst der Noordelijke Nederlanden, 28 juni-28 september 1958, Rijksmuseum, Amsterdam.
- Jheronimus Bosch, 1 september-11 november 2001, Museum Boijmans Van Beuningen, Rotterdam.